# Ion Geolgău
Ion Geolgău, né le 19 février 1961 à Craiova, est un ancien joueur et entraîneur de football roumain.

## Palmarès

### Comme joueur
- Universitatea Craiova
  - Champion de Roumanie en 1980 et 1981
  - Vainqueur de la Coupe de Roumanie en 1977, 1978, 1981 et 1983
  - Demi-finaliste de la Coupe UEFA en 1983
  - Vice-champion de Roumanie en 1982 et 1983

### Comme entraîneur
- HB Tórshavn
  - Champion des Îles Féroé en 1998
  - Vainqueur de la Coupe des îles Féroé en 1998
  - Finaliste de la Coupe des îles Féroé en 2000
  - Vice-champion des Îles Féroé en 2000

- B36 Tórshavn
  - Vainqueur de la Coupe des îles Féroé en 2003
  - Vice-champion des Îles Féroé en 2003